# Tião Carvalho
Tião Carvalho, nome artístico de José Antonio Pires de Carvalho (Cururupu, Maranhão, 1955) é um cantor, compositor, dançarino, ator e pesquisador brasileiro.

## Biografia
Tião Carvalho nasceu na cidade de Cururupu, região noroeste do Estado do Maranhão. Ainda menino, iniciou seu aprendizado nas danças e festividades populares, vendo e ouvindo de perto os bumba-bois de costa-de-mão, típicos desta região. Quando se mudou para a capital, São Luís, para estudar, Tião Carvalho acabou se envolvendo com grupos artísticos, e daí começou sua história de realizações no âmbito da cultura popular, com apresentações de música, teatro e dança.
Em 1979, a convite do dramaturgo Ilo Krugli, Tião Carvalho mudou-se para o Rio de Janeiro onde integrou o elenco do Teatro Ventoforte e atuou como ator, dançarino, músico e compositor. Com a transferência do grupo para São Paulo em 1980, realizou trabalhos com artistas renomados, como Klauss Viana, Sivuca, Hermeto Pascoal, Paulo Moura, Zeca Baleiro, Graziela Rodrigues, Ná Ozzetti e Cássia Eller; as duas últimas gravaram sua composição “Nós”.
Nos anos 80 e 90, Tião Carvalho, já estabelecido em São Paulo, formou as bandas Mexe com Tudo e Mafuá. Em 1986, fundou o Grupo Cupuaçu, do qual é diretor artístico até hoje. Além de dirigir os espetáculos do Grupo, Tião Carvalho coordena equipes de arte-educadores, ministra cursos de danças populares e lidera a Festa do Boi, evento que ocorre três vezes por ano na comunidade do Morro do Querosene, bairro onde reside desde os anos 80. Por onde passa, Tião Carvalho estimula a formação de novos grupos de pesquisa e prática de danças populares. Foi a partir de suas aulas que surgiram os grupos Saia Rodada (Campinas), Retalhos de Cultura Popular (Londrina), Flor de Babaçu (Brasília) e Encaixa Couro (Belo Horizonte).
Na mesma época, Tião Carvalho participou da fundação do Grupo Nzinga de capoeira Angola, liderado pelos mestres Janja, Paulinha e Poloca, que vieram transmitir a sabedoria de Pastinha na capital paulista.
Carreira solo
Exímio conhecedor dos ritmos da terra, em 2000 Tião Carvalho lançou-se em carreira solo com seu primeiro disco, intitulado Quando Dorme Alcântara. Neste álbum, Tião Carvalho interpreta canções de sua autoria e de outros compositores maranhenses. Com a faixa que deu nome ao disco, Tião Carvalho foi finalista no Festival promovido pela TV Globo. Já em seu segundo disco, Tião Canta João (2006) Tião Carvalho gravou composições do mestre e conterrâneo João do Vale; este trabalho obteve dois prêmios pela Rádio Universidade FM, do Maranhão, nas categorias “melhor disco do ano” e “melhor intérprete”, para Tião Carvalho. O mesmo disco foi indicado para o prêmio London Burning de música independente.
Legado e Reconhecimento
Em reconhecimento ao importante trabalho social, cultural, artístico e educativo que desenvolve há anos na cidade de São Paulo, o maranhense de Cururupu Tião Carvalho recebeu, em 2004, o Título de Cidadão Paulistano, pela Câmara Municipal de São Paulo.